# Axel Malmström
Axel Valentin Malmström, född 13 januari 1872 i Linköping, död 7 juli 1945 i Stockholm, var en svensk fotograf och landets mest välkände pressfotograf. Både sonen Victor Malmström och sonsonen Åke kom att bli pressfotografer.

## Biografi

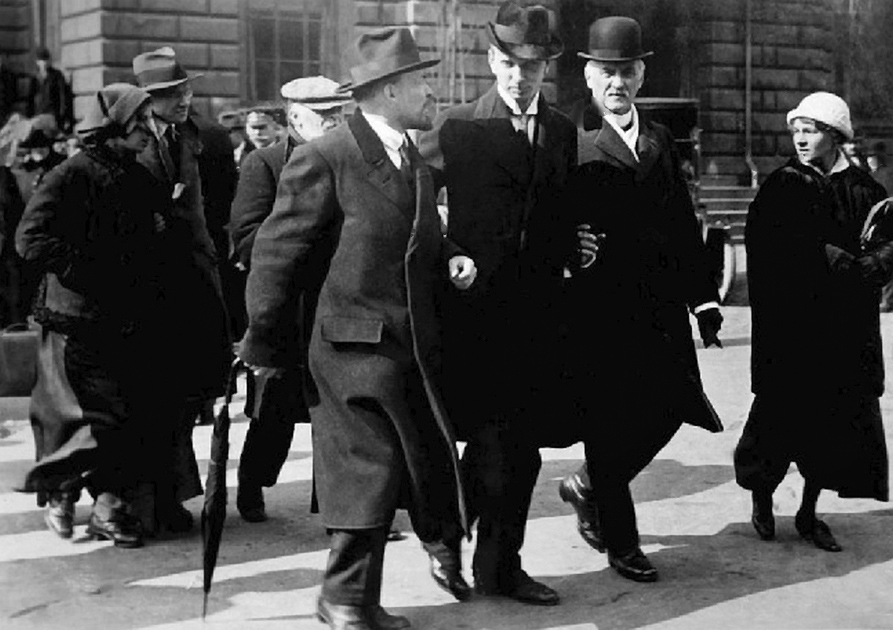
Malmströms "scoop": Lenin-fotot, utanför Stockholms central, 1917.

Malmström flyttade till Stockholm 1894. Han arbetade då med typografi, och sysslade med fotografi endast som hobby. Efter att hustru och dotter gått bort i en segelbåtsolycka respektive sjukdom bytte han karriär och blev fotograf 1901. Segelbåtsolyckan på Ulvsundasjön i Stockholm råkade han fotografera och bilden publicerades i veckotidningen Hvar 8 Dag. Det blev upptakten till ett långt samarbete med tidningen. 
Malmström var autodidakt och hans bilder från vardagsscener ur Stockholm har spontanitet och enkelhet och utgör idag ett viktigt tidsdokument, speciellt från fattigdomens Stockholm under och efter första världskriget. I dessa bilder som visar matköer, demonstrationer och kravaller lyckades han fånga den sociala oron i staden. 1912 dokumenterade han de Olympiska spelen i Stockholm som en av de tre officiella fotograferna. Den största delen av hans produktion är dock ägnad det vardagliga Sverige med motiv som kungligheter, kända personers begravningar, utställningar och andra evenemang liksom eldsvådor, trafikolyckor och andra mindre dramatiska gatuscener.  
År 1902 etablerade han en egen ateljé som han behöll till 1930. En marskväll 1905 tog han ett reportagefotografi på en spårvagn som skenade och välte i backarna vid Slussen. Foto lär vara det första i Sverige, som togs med blixtljus utomhus. Malmström blev på 1910-talet förste fotograf för dagstidningen Social-Demokraten. Det var troligen Fredrik Ström, sedermera chefredaktörer för Social-Demokraten, som tipsade Malmström till hans internationellt främsta ”scoop”, fotografierna av Lenin utanför Stockholms centralstation den 13 april 1917 tillsammans med hustrun Nadezjda Krupskaja och sina svenska sympatisörer Ture Nerman, Carl Lindhagen och Kata Dalström. Sällskapet tog in på det numera rivna Hotel Regina vid Drottninggatan 42-44.
I januari 1925 var han på plats i korsningen Vasagatan/Kungsgatan då Stockholms och Sveriges första trafiksignal togs i drift (se Trafiksignaler i Stockholm). Känt blev även fotografiet som visar Axel Malmström på stege medan sonen Victor skuggar kameraobjektivet med sin mössa. Bilden togs vid förstamaj-demonstrationerna på Gärdet 1915. Victor Malmström var under 1910- och 1920-talen faderns ständige assistent och delade dennes ideal. Det är därför svårt att skilja hans insats från faderns.

## Fotografier i urval

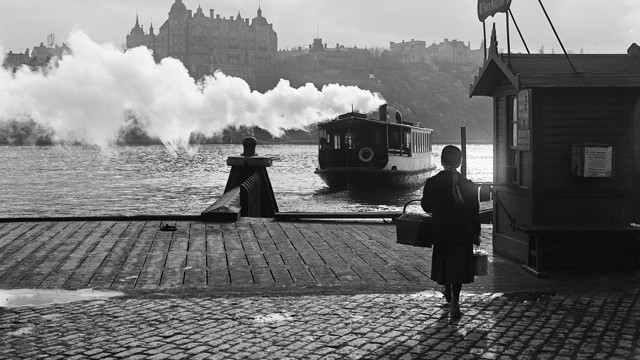
Färja vid Riddarholmskajen i Stockholm, 1905
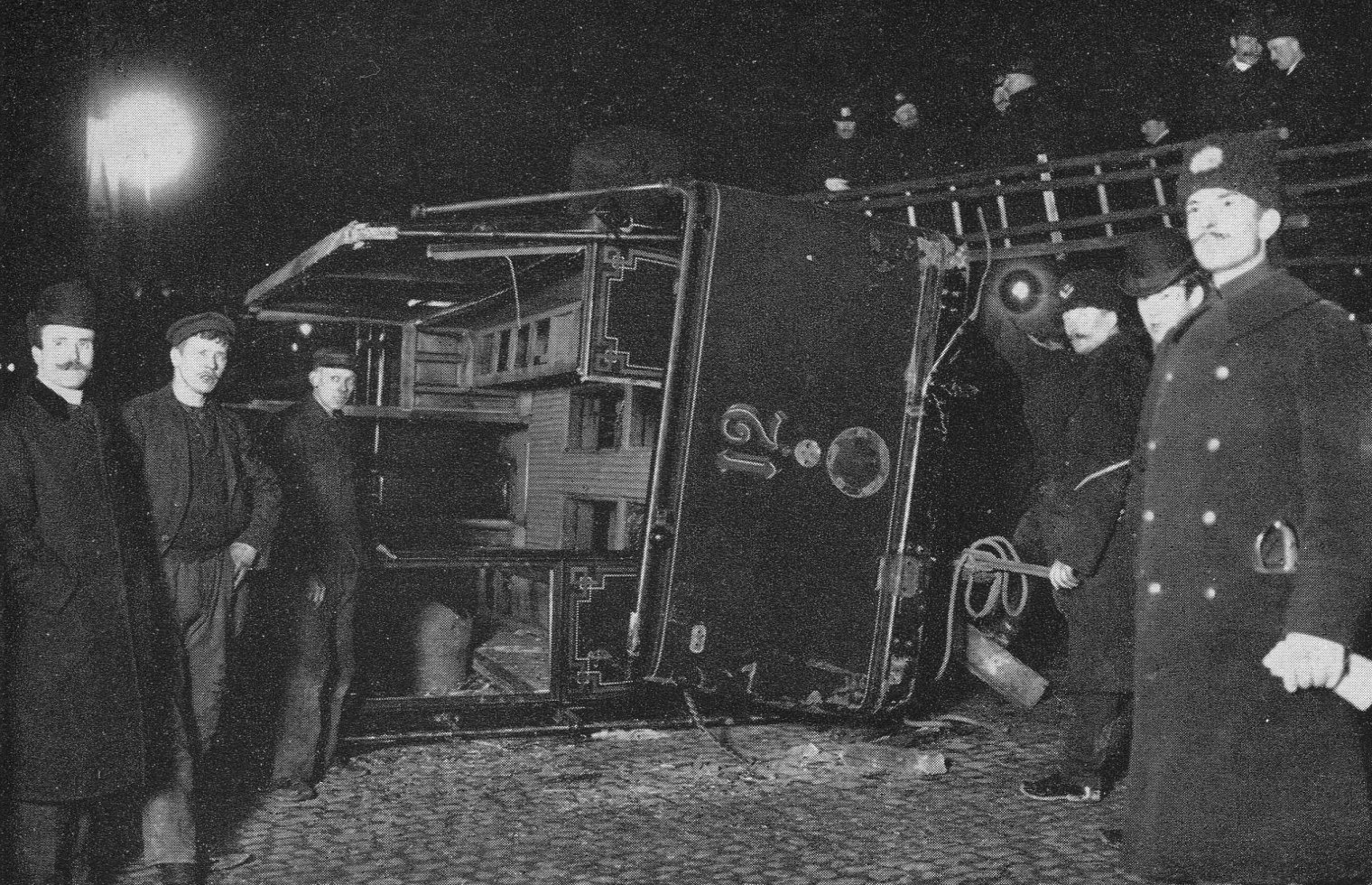
Malmströms blixtfoto, Slussen 1905.
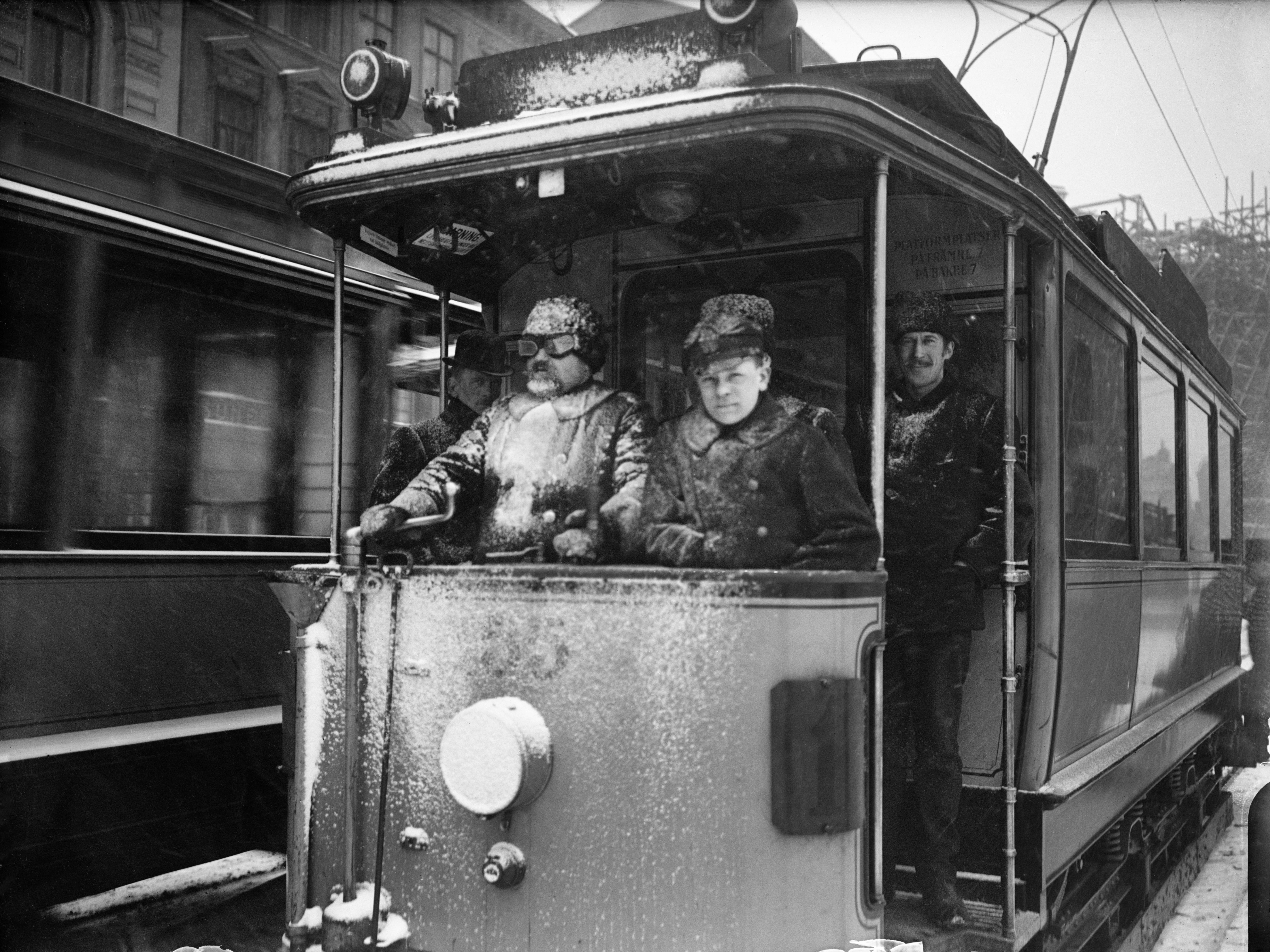
Spårvagn i Stockholm vintertid 1908.
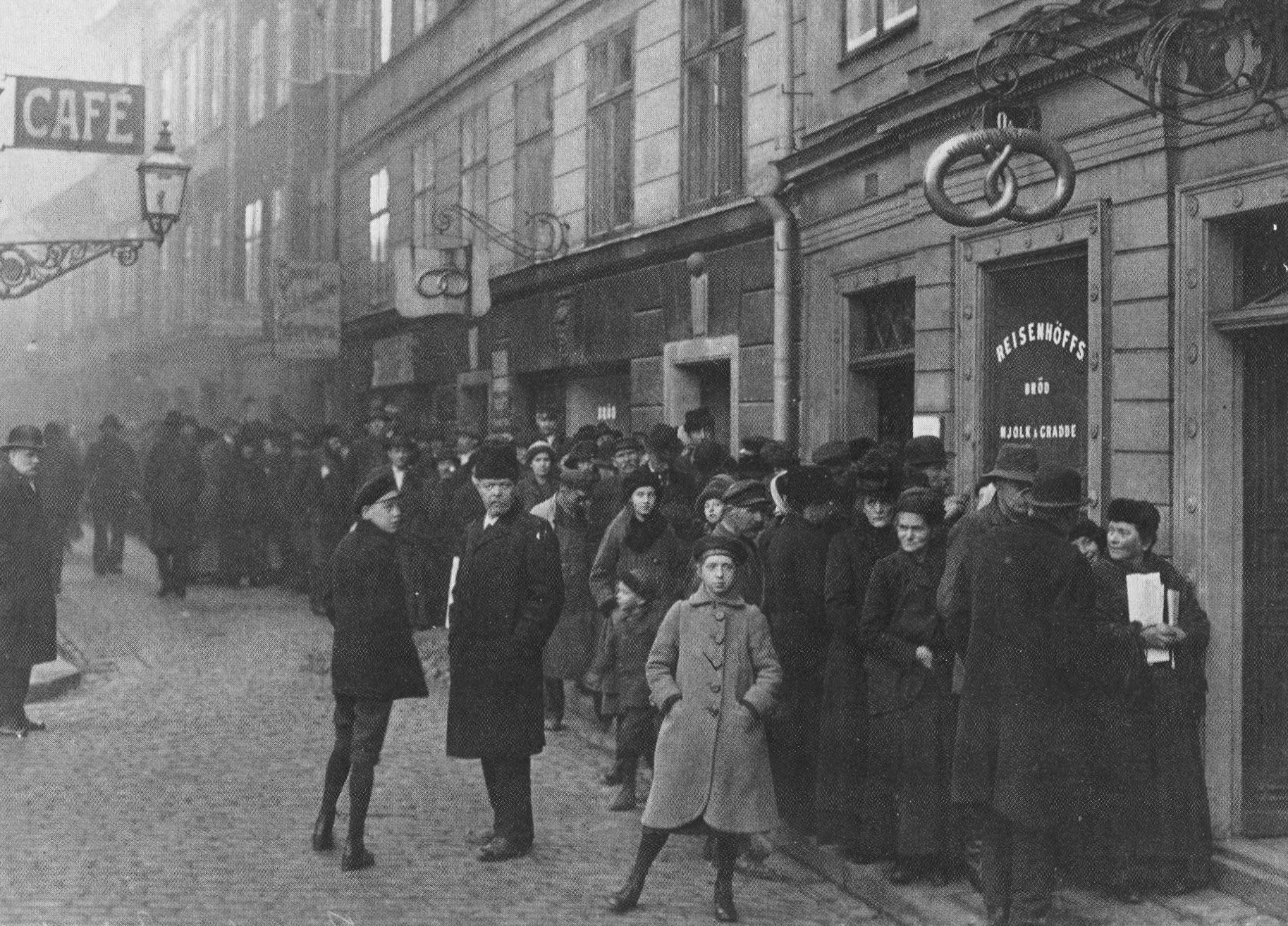
Brödkö på Stortorget, 1917.
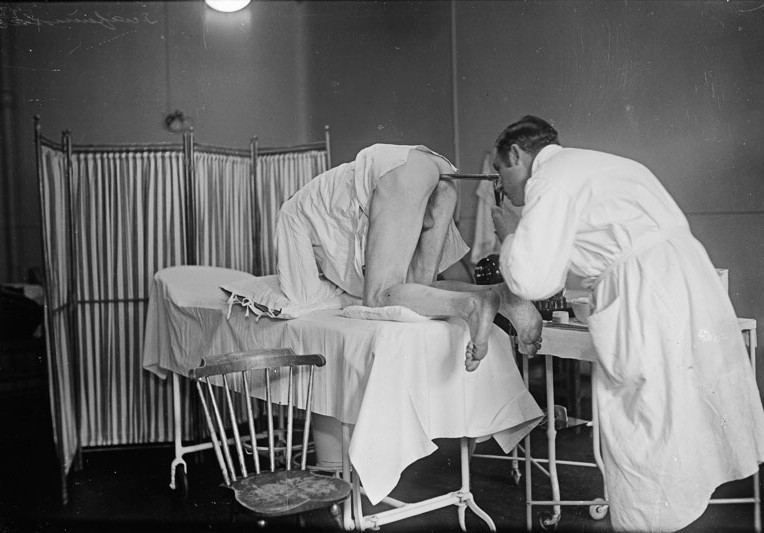
Serafimerlasarettet, rektoskopiundersökning.
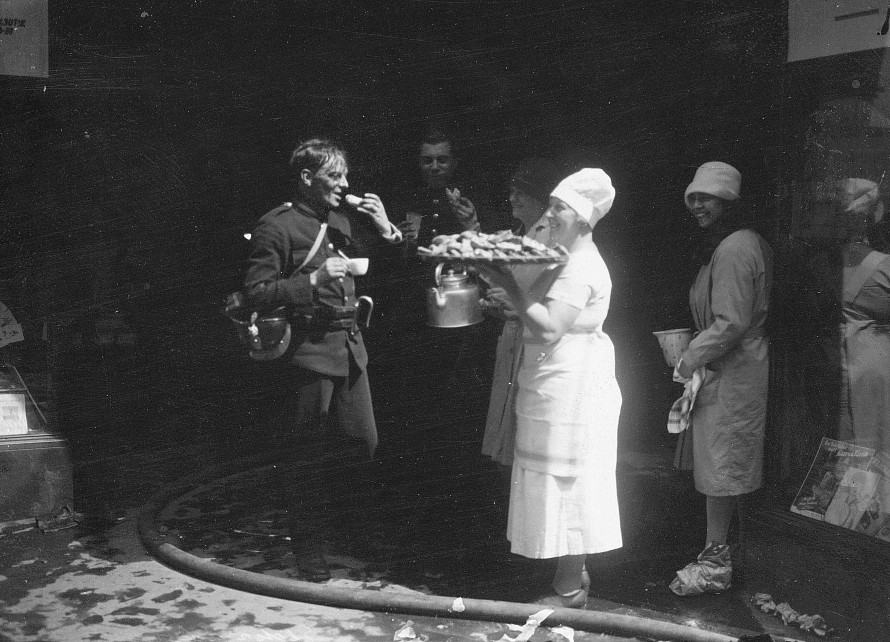
Branden på Herkulesgatan 11, juni 1929.